# Gabriel Basso
Louis Gabriel Basso III, född den 11 december 1994 i Saint Louis, Missouri, är en amerikansk skådespelare.
Basso har bland annat medverkat i filmerna Super 8 från 2011, The Kings of Summer från 2013, American Wrestler: The Wizard från 2016 samt Hillbilly Elegy från 2020. Han har även medverkat i TV-serien The Night Agent år 2023.

## Filmografi (i urval)

### Filmer
- 2007 – Meet Bill
- 2007 – Alice Upside Down
- 2010 – Shrekligt skrämmande! (röst)
- 2011 – Super 8
- 2013 – The Kings of Summer
- 2014 – Barely Lethal
- 2015 – Ithaca
- 2016 – American Wrestler: The Wizard
- 2016 – The Whole Truth
- 2020 – Hillbilly Elegy
- 2024 – The Strangers: Chapter 1
- 2024 – Juror No. 2
- 2025 – The Strangers: Chapter 2
- 2025 – A House of Dynamite

### TV-serier
- 2009 – iCarly (TV-serie)
- 2009 – Eastwick (TV-serie)
- 2010–2013 – The Big C (TV-serie)
- 2012 – Perception (TV-serie)
- 2014 – The Red Road (TV-serie)
- 2023 – The Night Agent (TV-serie)